# Dschauhar as-Siqillī
Dschauhar as-Siqillī, arabisch جوهر الصقلي, DMG Ǧauhar aṣ-Ṣiqillī († 1. Februar 992), war ein bedeutender Heerführer der Fatimiden. Seine anderen Beinamen waren as-Saqlabi / الصقلبي / aṣ-ṣaqlabī / ‚der Slave‘, ar-Rumi / الرومي / ar-rūmī / ‚der Byzantiner‘, vor allem aber al-Qa'id / القائد / al-qāʾid / ‚der Heerführer‘.
Dschauhar entstammte einer christlichen Familie aus Sizilien (deshalb der Beiname „der Sizilianer“) und kam als Sklave des Sabir al-Fata nach Ifrīqiya – zu einer Zeit, als der Islam auf Sizilien den Fatimiden folgte. Wegen seiner Klugheit wurde er an Kalif Ismail al-Mansur verschenkt. Unter dessen Sohn Abu Tamim al-Muizz (953–975) erreichte er seine Freilassung und begann seinen Aufstieg als persönlicher Sekretär dieses Kalifen. Bald wurde er auch Wesir und oberster Heerführer der Fatimiden. Als solcher nahm er die Expansion der Fatimiden wieder auf und erobert 958 mit den Ziriden Fès in Nordmarokko und stieß bis zum Atlantik vor. Nur die Festungen Ceuta und Tanger konnten von den Umayyaden aus Córdoba gehalten werden.
Nachdem die Westgrenzen gesichert worden waren, stieß Dschauhar as-Siqilli 969 nach Ägypten vor und besetzte nach einem Sieg bei Gize über die Ichschididen das Land am Nil. Die Eroberung war durch einen Vertrag mit dem Wesir der Ichschididen vorbereitet worden (Zusicherung der Religionsfreiheit für die Sunniten), so dass die Fatimiden auf keinen großen Widerstand stießen. Zunächst regierte Dschauhar bis 972 Ägypten als Vizekönig.
Als solcher gründete er bei Fustat am 3. Mai 970 die Stadt Kairo, die als neue Residenz der fatimidischen Kalifen dienen sollte. Zwar wurde nach der Eroberung von Ägypten noch Palästina besetzt, doch konnte Syrien nach einer Niederlage gegen die Karmaten bei Damaskus nicht erobert werden. Als die Karmaten aber in Ägypten einfielen, konnten sie am 22. Dezember 970 von Dschauhar nördlich von Kairo besiegt werden. Dennoch dauerten die Kämpfe bis 974 weiter an. Zur Sicherung der ägyptischen Südgrenze wurde eine Gesandtschaft zu den christlichen Reichen nach Nubien geschickt.
Nach der Verlegung der Residenz nach Kairo fiel Dschauhar bei al-Muizz in Ungnade. Unter dessen Nachfolger al-ʿAzīz (975–996), bei dessen Thronbesteigung Dschauhar eine wichtige Rolle spielte, wurde er aber wieder rehabilitiert. Bis 979 war er nun wieder Regent, wurde aber endgültig entmachtet, nachdem ein Feldzug nach Syrien vor Damaskus erneut gescheitert war. Dschauhar starb am 1. Februar 992.